# Nowa Słupia
Nowa Słupiaⓘ (anteriormente Słupia Nowa) é um município no sudeste da Polônia. Pertence à voivodia da Santa Cruz, no condado de Kielce. É a sede da comuna urbano-rural de Nowa Słupia.
Estende-se por uma área de 14,0 km², com 1 290 habitantes, segundo o censo de 31 de dezembro de 2024, com uma densidade populacional de 92 hab./km².
Possuiu os direitos da cidade nos anos de 1351 a 1869 e novamente a partir de 1 de janeiro de 2019.

## Localização
Nowa Słupia está localizada nas montanhas Świętokrzyskie, no extremo leste da depressão de Wilkowskie. Está localizada no sopé de Łysa Góra (também conhecida como Santa Cruz), a segunda colina mais alta de Łysogóry. A cidade faz fronteira com o Parque Nacional Świętokrzyski, estando localizada na área de proteção da natureza criada para proteger contra ameaças externas resultantes da atividade humana.
Cerca de 5 km a sudeste de Słupia fica o cume da montanha Jeleniowska, na cordilheira Jeleniowski. Três quilômetros a nordeste está a montanha Chełmowa, com uma reserva natural que protege os locais naturais do lariço-polonês (Larix decidua subsp. polonica).
As seguintes estradas da voivodia percorrem Nowa Słupia: a estrada da voivodia n.º 751 - de Suchedniów a Ostrowiec Świętokrzyski, n.º 753 até Wola Jachowa (conectando Słupia a Kielce) e n.º 756 de Starachowice a Stopnica
Nowa Słupia é o ponto de partida da  trilha turística verde que leva a Łagów, a  trilha turística preta que leva a Szczytniak, a  ciclovia vermelha que leva a Cedzyna e a  ciclovia preta que leva a Opatów. Uma  trilha turística azul passa pela vila de Łysa Góra a Pętkowice.

## História

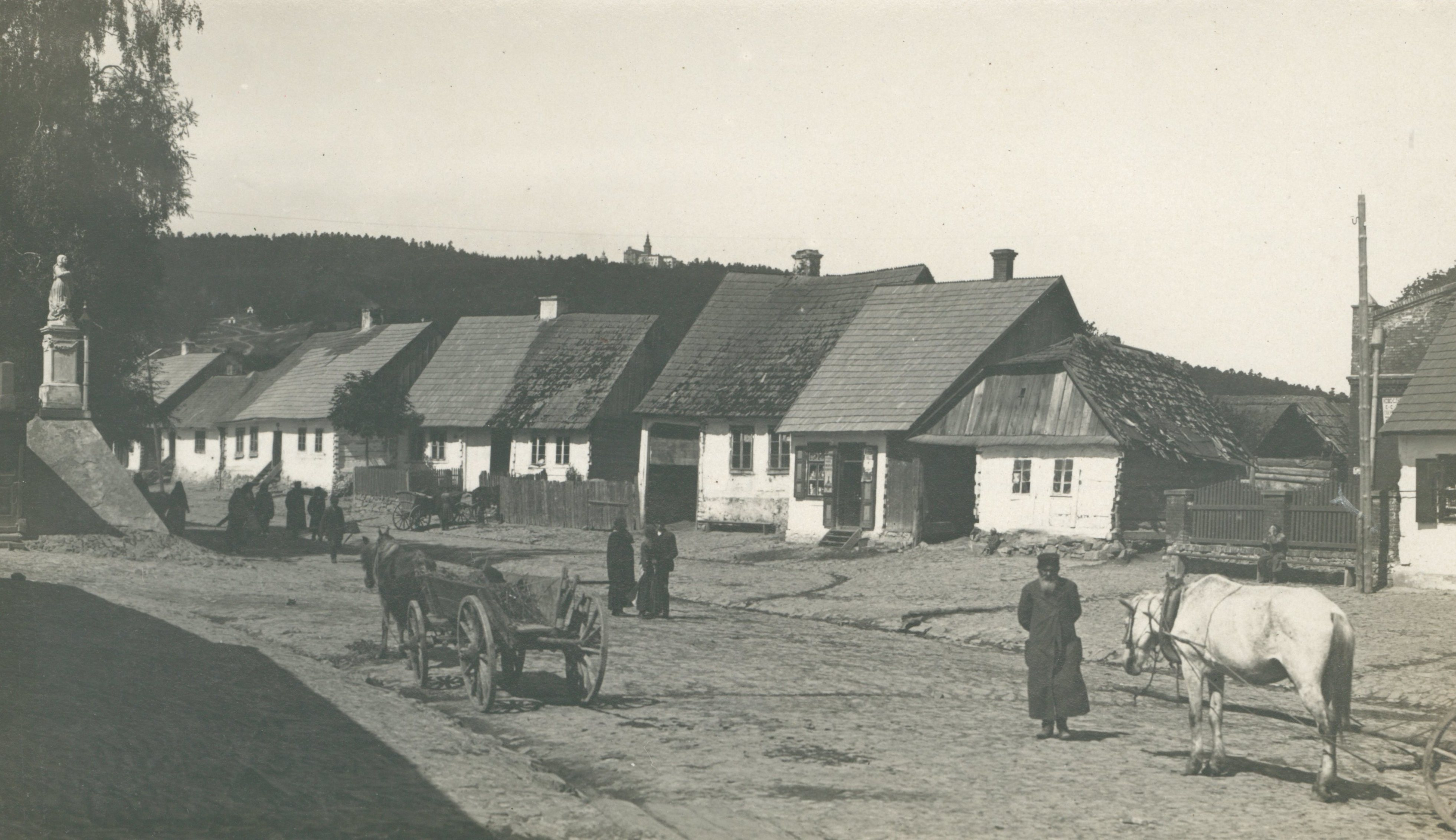
Rua, 1920–1929

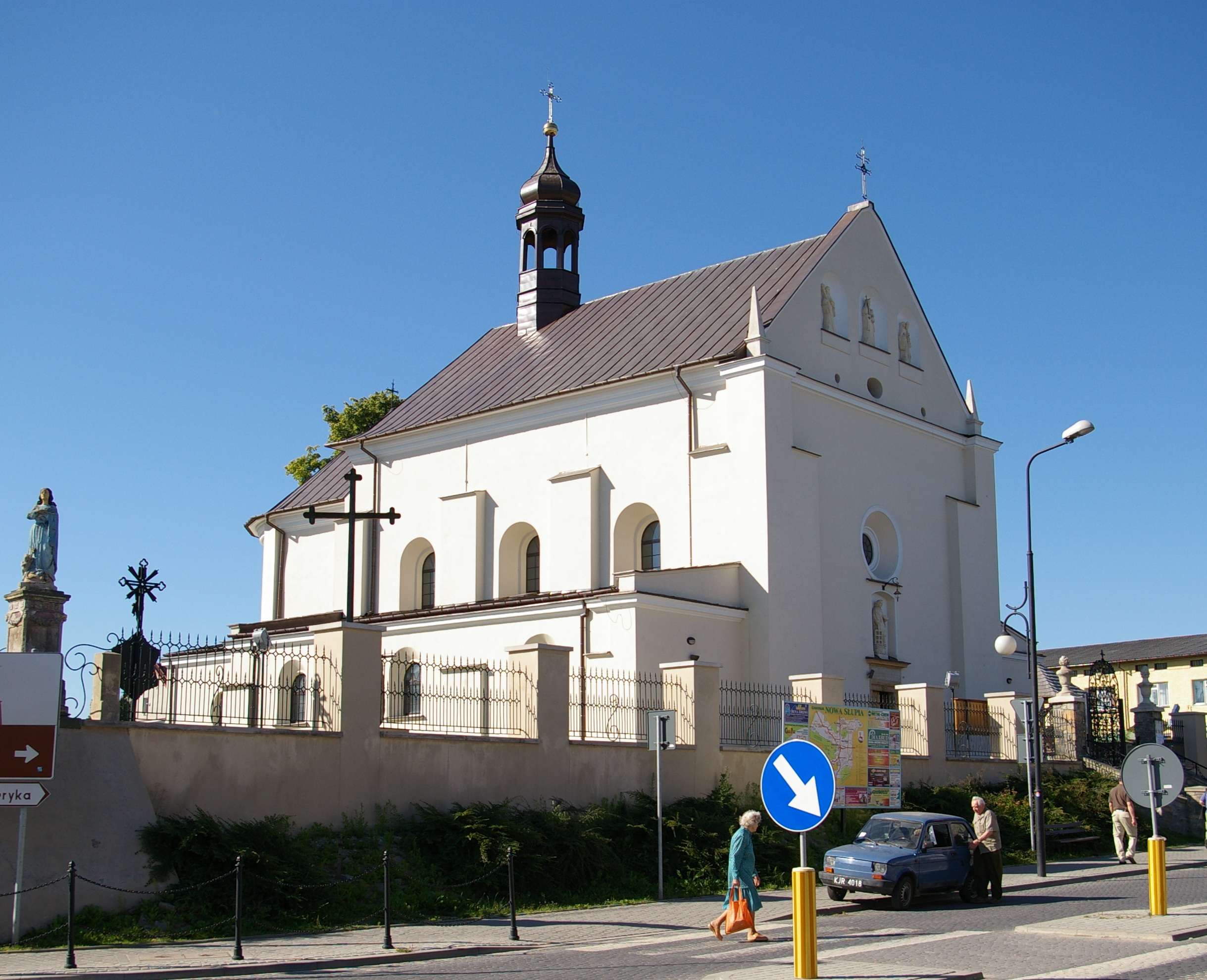
Igreja paroquial de Nowa Slupia

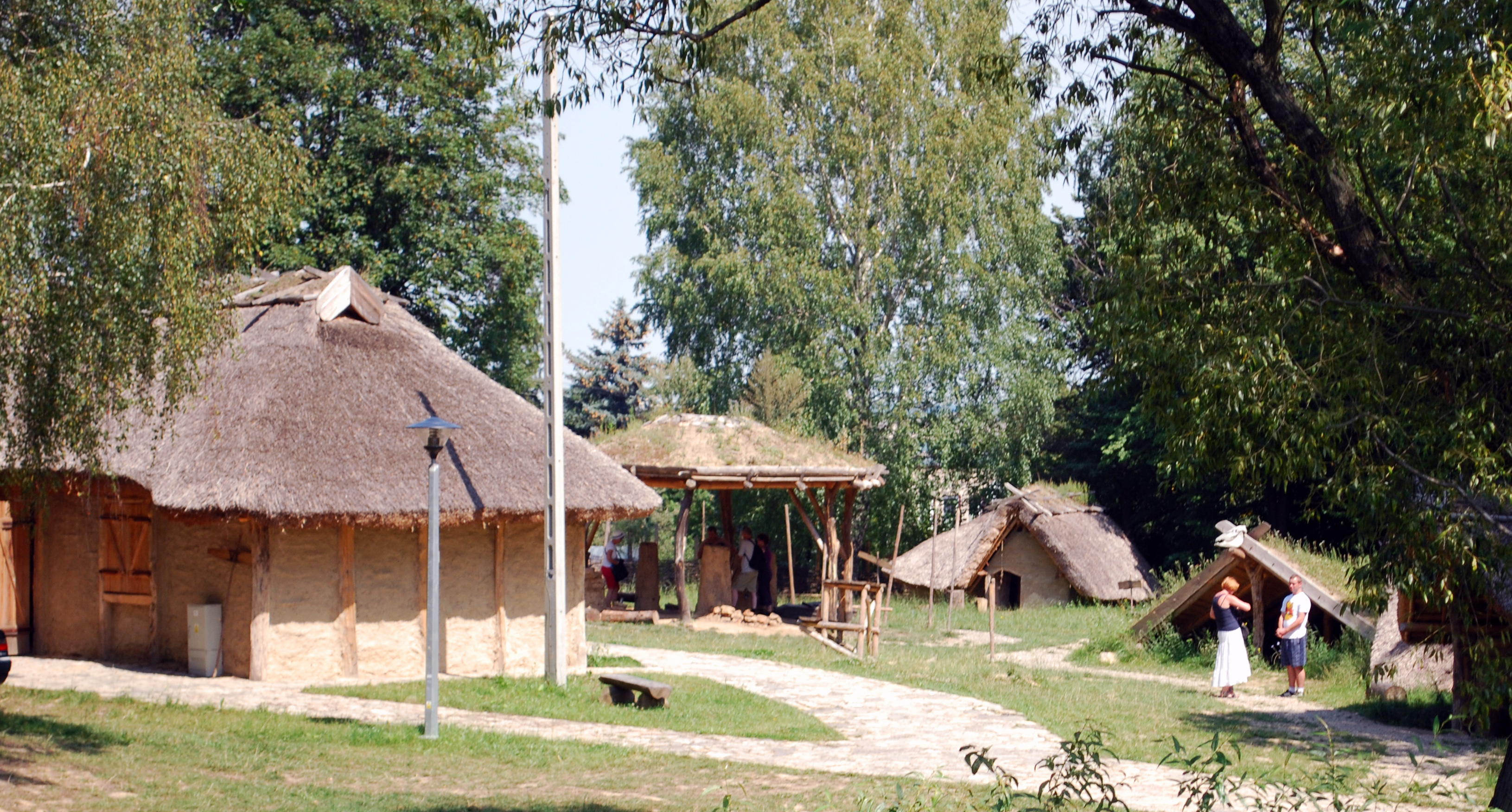
Centro Cultural e Arqueológico

Do século XIII até 1819, o vilarejo pertenceu à abadia beneditina da Santa Cruz. O assentamento era então chamado de Słup. Em 1351, os abades da Santa Cruz fundaram uma cidade em virtude de um privilégio do rei Casimiro, o Grande. Ela foi fundada em um local mais conveniente, em comparação com a localização anterior do vilarejo, que agora leva o nome de Stara Słupia.
O desenvolvimento da cidade estava ligado ao serviço de peregrinações à Santa Cruz. Entre outros, o rei Ladislau II Jagelão, em peregrinação ao mosteiro da Santa Cruz, parou várias vezes em Nowa Słupia.
Em 1405, Słupia recebeu o privilégio de realizar feiras semanais. Com o tempo, o número de feiras aumentou para nove. Em 1578, a cidade tinha 2,5 łans, 21 oficinas de artesanato, 6 destilarias, um moinho e um descascador e triturador grãos.
Após a dissolução do monastério em 1819, a cidade entrou em declínio. Em 1869, após a Revolta de Janeiro, Nowa Słupia perdeu seus direitos de cidade.
Antes da Segunda Guerra Mundial, o assentamento tinha uma população de 3 350 habitantes. Como resultado da guerra, seu número diminuiu para 1 353 em 1946. Em 1959, um sistema de abastecimento de água e uma casa de turismo foram construídos em Nowa Słupia. Em 1960, foi criado o Museu da Antiga Metalurgia Polonesa.
Durante a ocupação nazista, em 1941, os alemães criaram um gueto para os habitantes judeus e os deslocados de outras cidades. Cerca de 2 500 judeus foram alojados lá. Em outubro de 1942, eles foram levados para o campo de extermínio Treblinka II e assassinados lá. Um destacamento da gendarmaria alemã comandado por Albert Schuster conhecido como o “Carrasco de Łysogór” esteve estacionado em Nowa Słupia.
De 1975 a 1998, Nowa Słupia estava localizada na voivodia de Kielce.
Hoje, Nowa Słupia é um centro turístico nas montanhas Świętokrzyskie. A cidade sedia um festival arqueológico anual chamado Dymarki Świętokrzyskie, onde são apresentados, entre outras coisas, métodos antigos de fundição de ferro.

## Consulta local sobre a classificação da cidade (2017)
Pela Resolução XLII/72/17, o Conselho Municipal decidiu realizar uma consulta pública sobre a classificação da cidade de 1 de janeiro a 28 de fevereiro de 2018. Os resultados foram os seguintes: a) comuna de Nowa Słupia, (comparecimento de 6,73% = 523 pessoas): a favor de 94,58% (523 pessoas), contra 4,34% (24 pessoas); abstenção de 1,08% (6 pessoas); b) vila de Nowa Słupia (comparecimento de 9,42% = 110 pessoas): a favor de 91,82% (101 pessoas), contra 8,18% (9 pessoas); abstenção de 0% (0 pessoas). Pela Resolução XLIX/25/18 de 7 de março de 2018, o Conselho Municipal solicitou a classificação de cidade para Nowa Słupia. Após 150 anos, a partir de 1 de janeiro de 2019, Nowa Słupia voltou a ser uma cidade.

## Demografia
Conforme os dados do Escritório Central de Estatística da Polônia (GUS) de 31 de dezembro de 2024, Nowa Słupia é uma cidade muito pequena com uma população de 1 290 habitantes (38.º lugar na voivodia de Santa Cruz e 963.º na Polônia), tem uma área de 14,0 km² (20.º lugar na voivodia de Santa Cruz e 466.º lugar na Polônia) e uma densidade populacional de 92 hab./km² (47.º lugar na voivodia de Santa Cruz e 981.º lugar na Polônia). Entre 2019–2024, o número de habitantes diminuiu 6,0%.
Os habitantes de Nowa Słupia constituem cerca de 0,61% da população do condado de Kielce, constituindo 0,11% da população da voivodia de Santa Cruz.
| Descrição                         | Total      | Total    | Mulheres   | Mulheres | Homens     | Homens   |
| --------------------------------- | ---------- | -------- | ---------- | -------- | ---------- | -------- |
| unidade                           | habitantes | %        | habitantes | %        | habitantes | %        |
| população                         | 1 290      | 100      | 660        | 51,2     | 630        | 48,8     |
| área                              | 14,0 km²   | 14,0 km² | 14,0 km²   | 14,0 km² | 14,0 km²   | 14,0 km² |
| densidade populacional (hab./km²) | 92         | 92       | 47,1       | 47,1     | 44,9       | 44,9     |

## Atrações turísticas

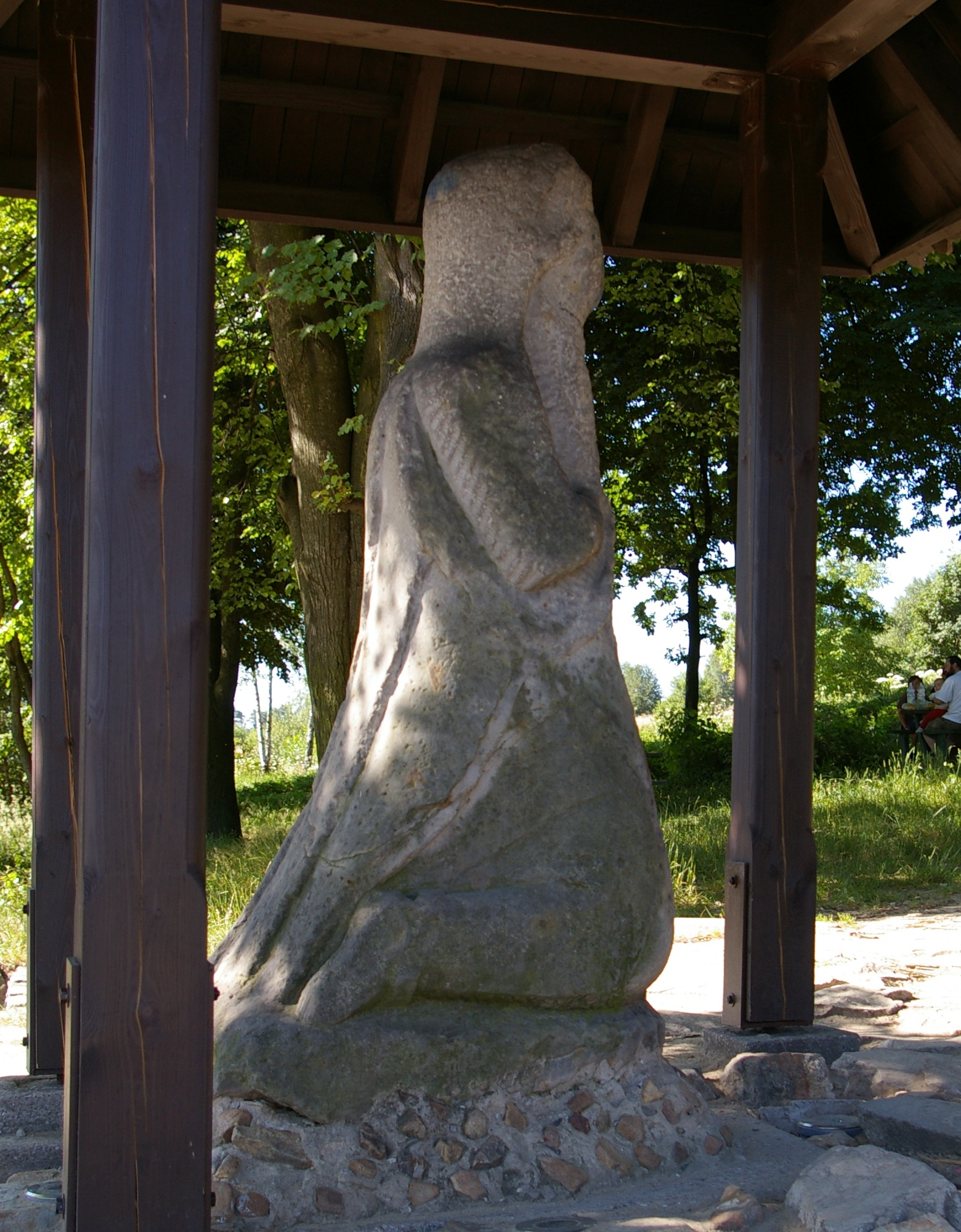
Peregrino de Pedra

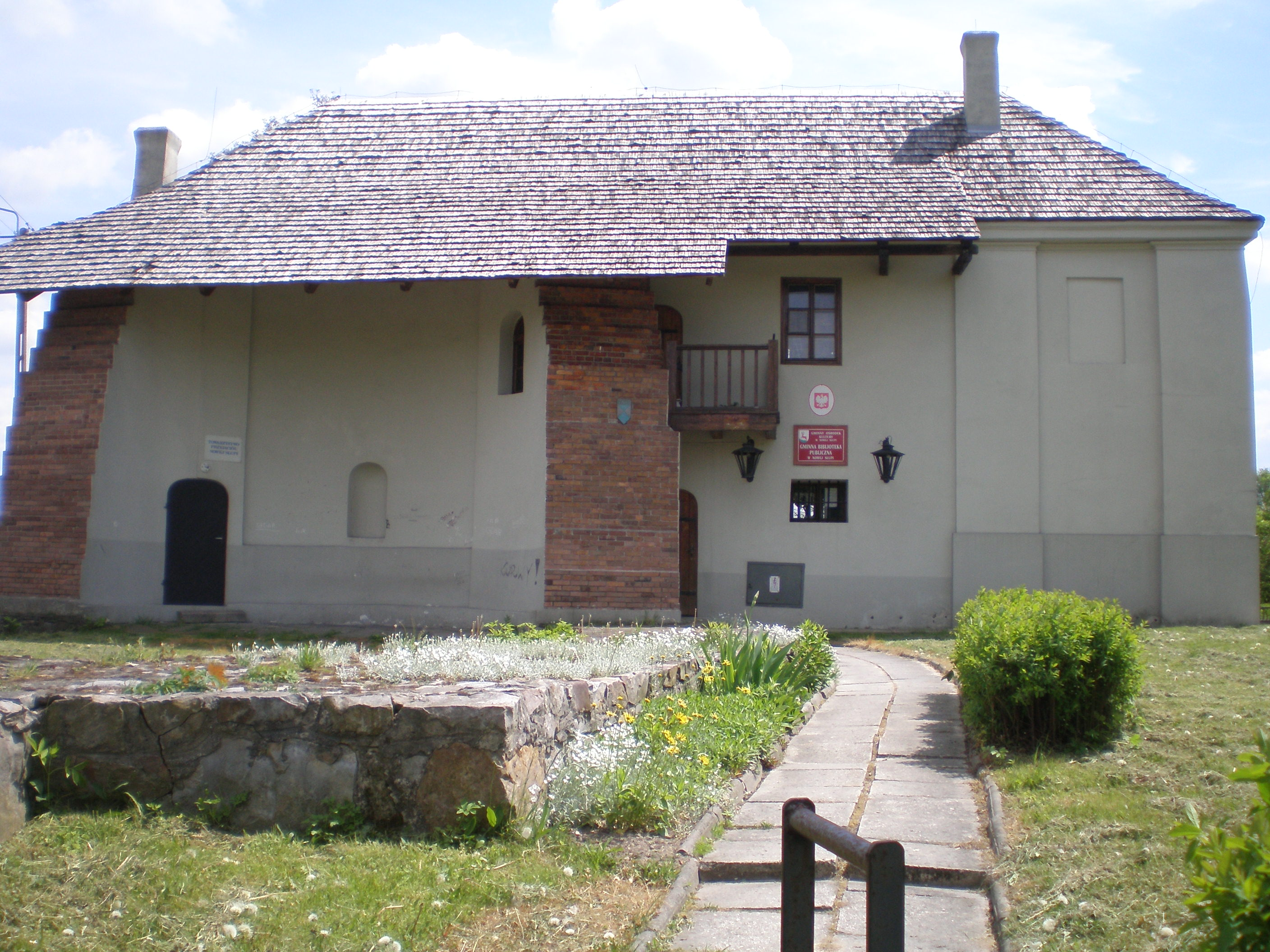
Casa do Abade

- Peregrino de Pedra - imagem de um homem ajoelhado situada perto da entrada principal do Parque Nacional Świętokrzyski, na estrada para a Santa Cruz. Segundo a lenda, ele era um cavaleiro orgulhoso que uma vez peregrinou à Santa Cruz e ficou petrificando depois de declarar que os sinos do mosteiro tocavam em sua homenagem.
- Museu da Metalurgia Antiga em Świętokrzyskie Mieczysław Radwan - construído em um local onde foram descobertos os restos de fornos do período do século I ao III. Além dos fornos, o museu também apresenta produtos de ferro fabricados com matéria-prima derivada deles. A tecnologia de fundição também é explicada.[18]
- Centro Cultural e Arqueológico - no qual há reconstruções de cabanas rurais, fornos e um fragmento das fortificações feitas no modelo da Muralha de Adriano. O centro oferece instalações para o festival "Dymarki Świętokrzyskie", que acontece em Nowa Słupia em um dos fins de semana de agosto.[19]
- Igreja paroquial de São Lourenço - construída em 1678 no estilo renascentista tardio.[20]
- Casa do abade - na rua Kielce; antigo presbitério, não existe mais igreja de São Miguel Arcanjo; atualmente é a sede da biblioteca pública e do ponto de informações turísticas.
- Capela do início do século XX - erigida no local da estátua de São Floriano; dentro, há imagens de Cristo e de Santa Maria Madalena.

Atrações turísticas na área de Łaz
Investigações arqueológicas realizadas por equipes de pesquisadores revelaram 24 estações de cinzas numeradas e descritas na área de Łaz, datadas do período de influência romana.

Festival Arqueológico Dymarki Świętokrzyskie
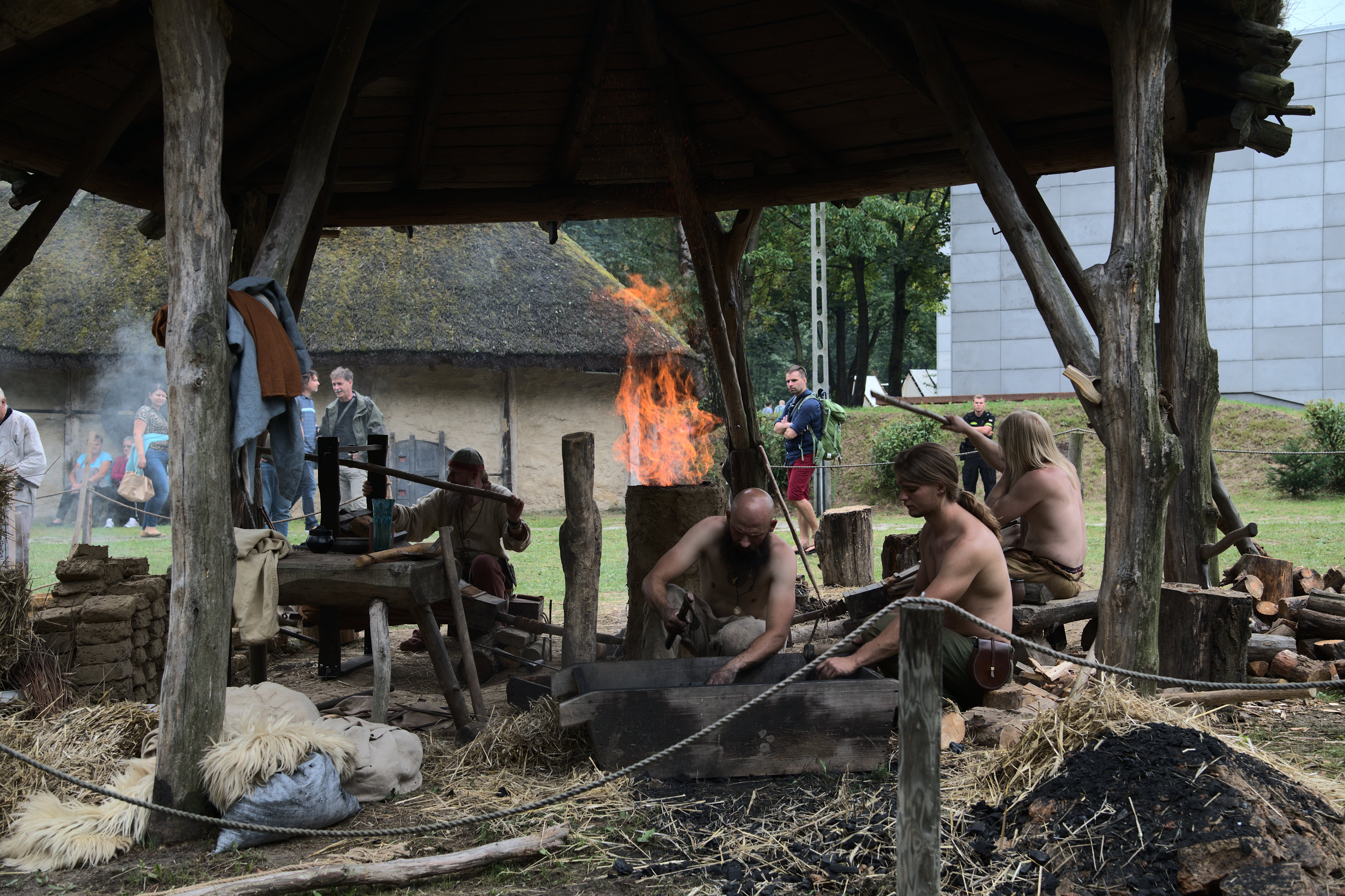
Dymarki Świętokrzyskie em Nowa Słupia
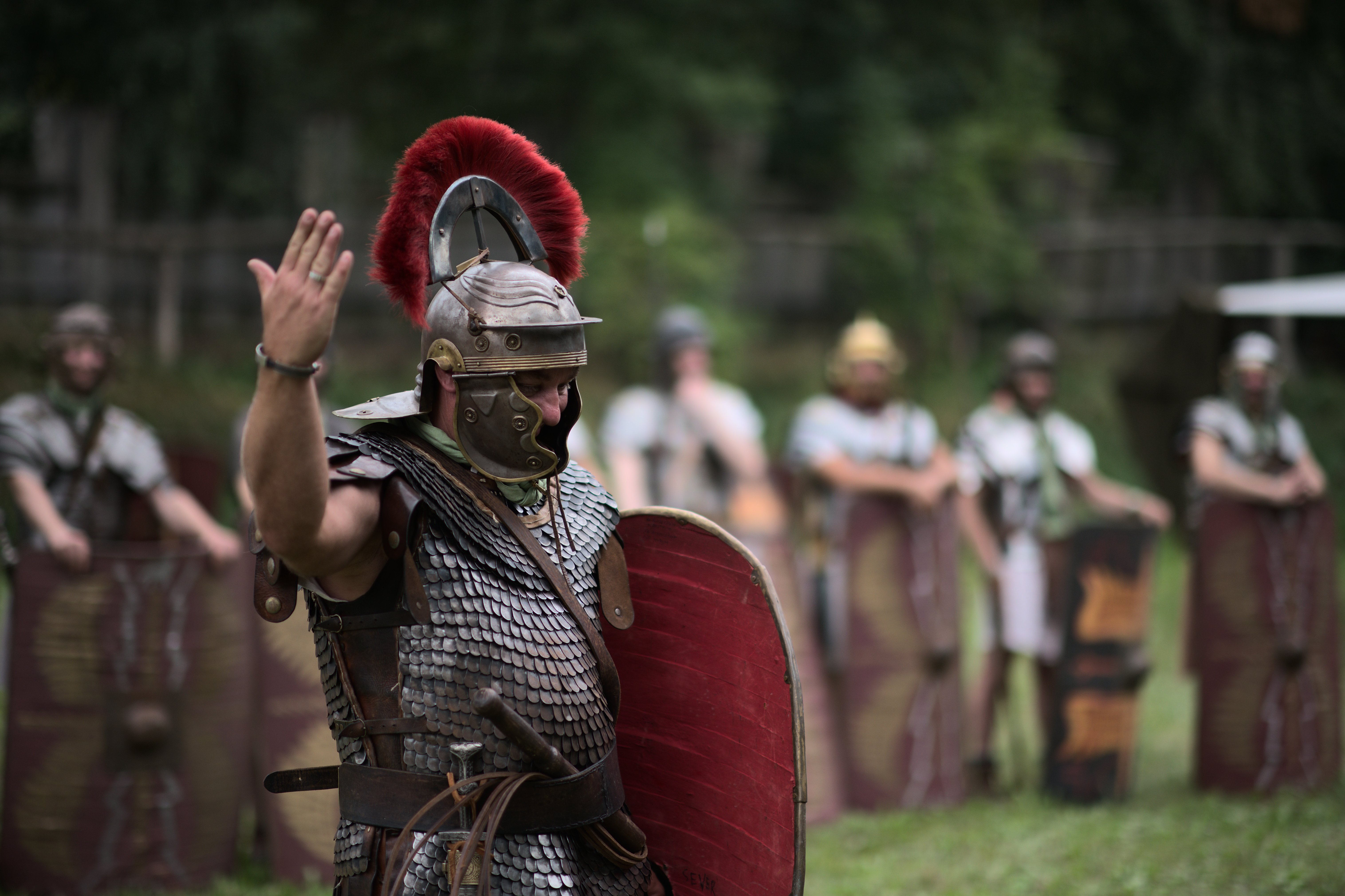
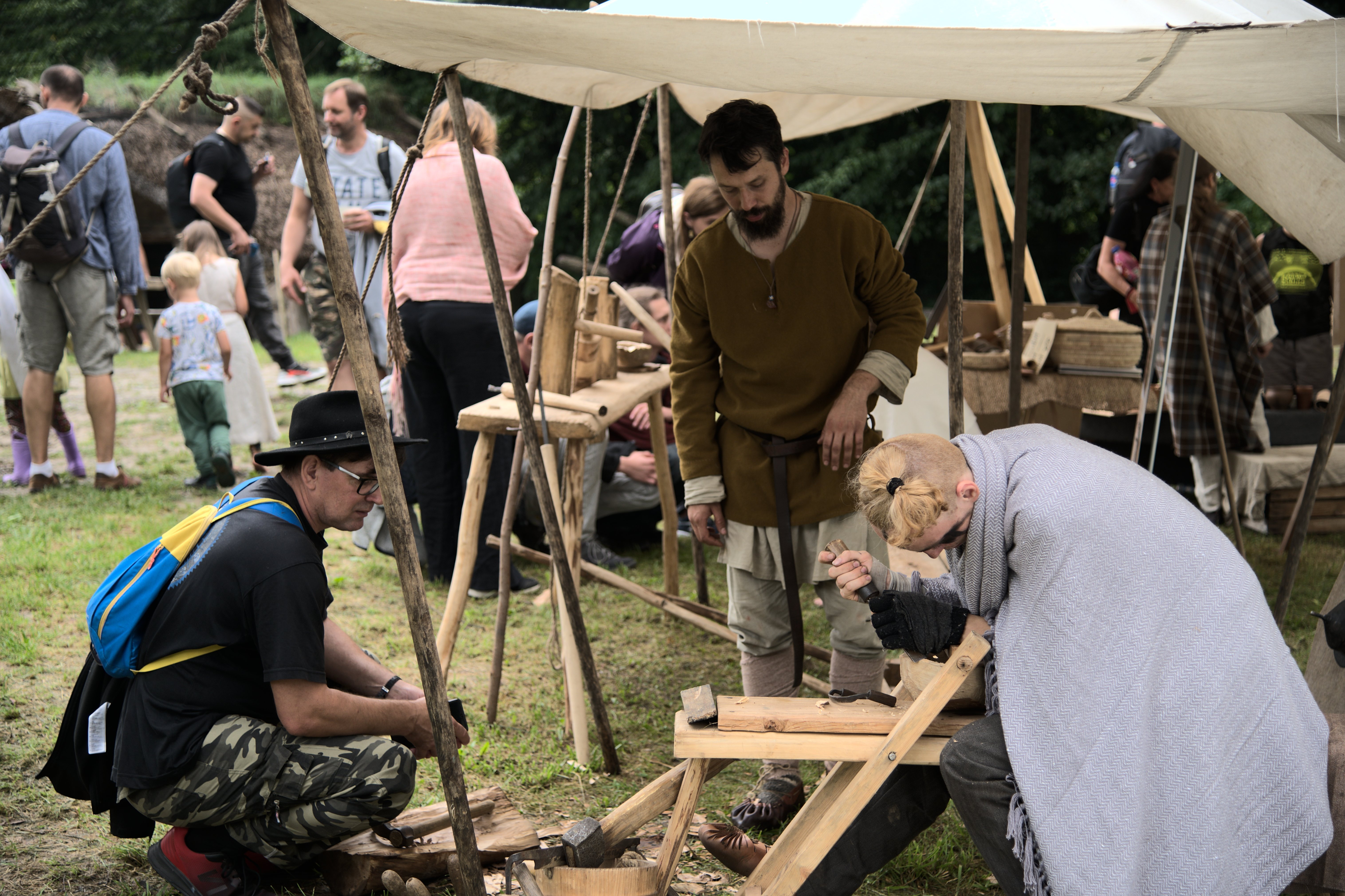
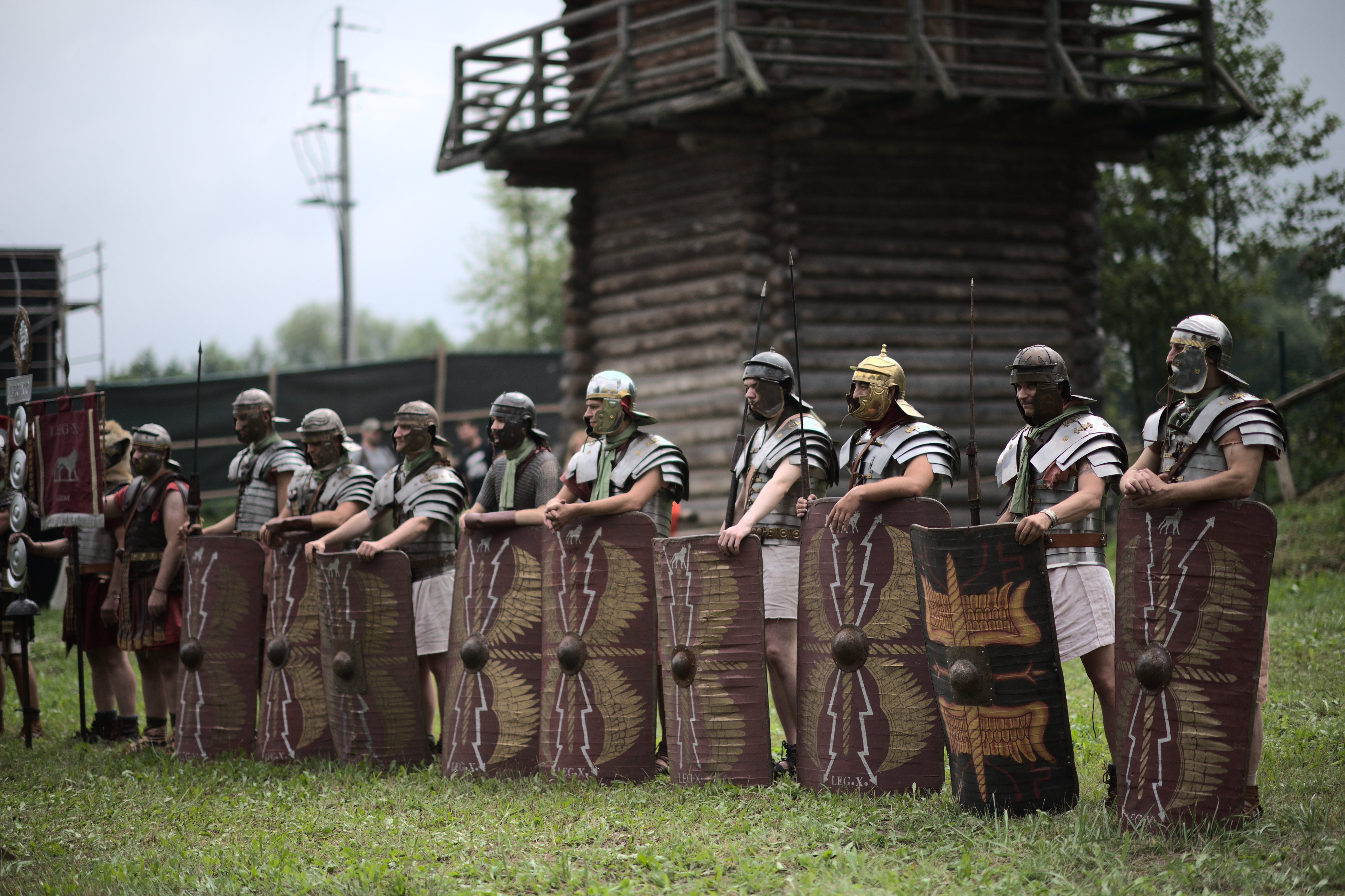
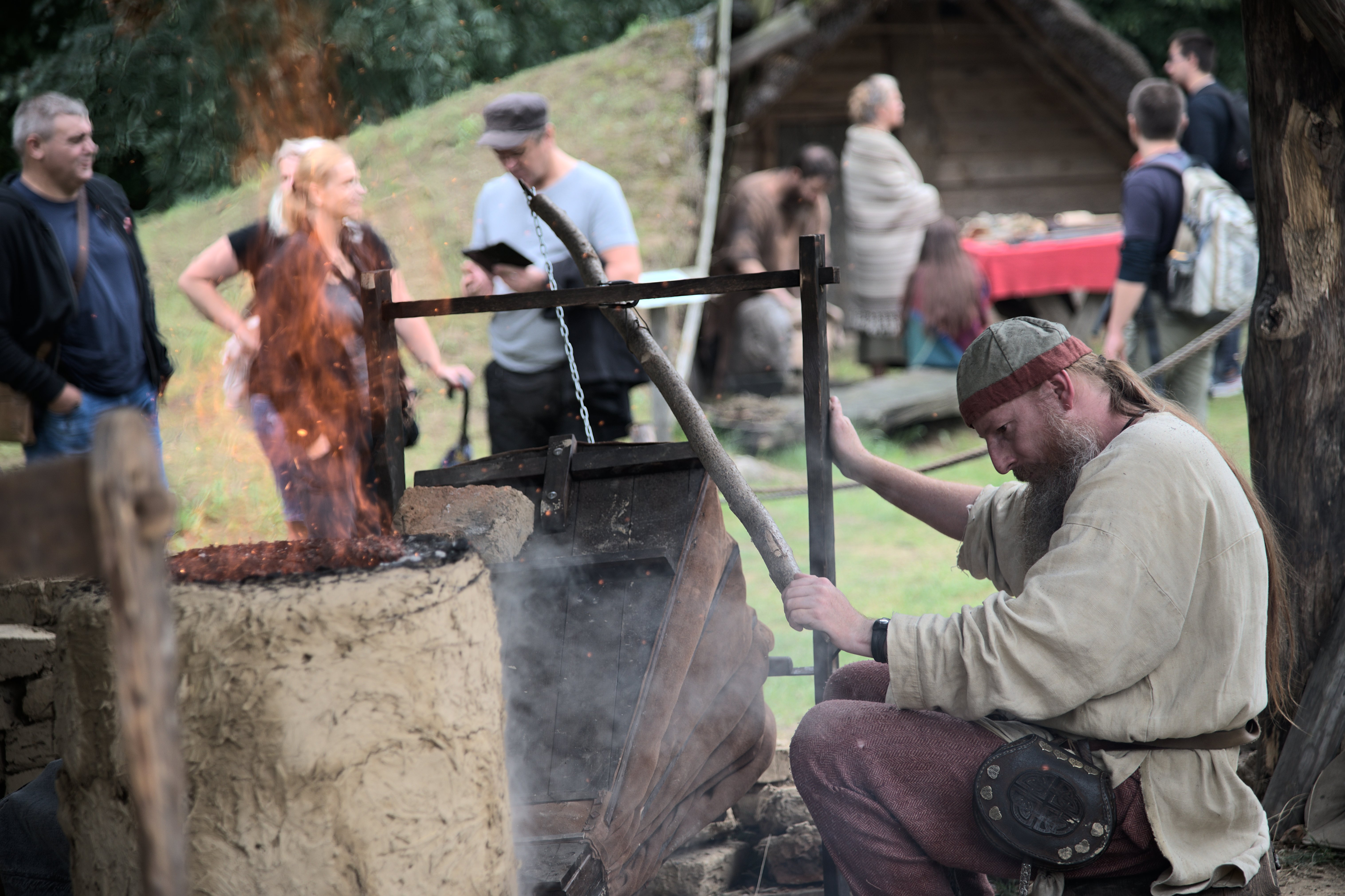